# Louppy-le-Château
Louppy-le-Château és un municipi francès situat al departament del Mosa i a la regió del Gran Est. L'any 2007 tenia 168 habitants.

## Demografia

### Població
El 2007 la població de fet de Louppy-le-Château era de 168 persones. Hi havia 76 famílies, de les quals 24 eren unipersonals (12 homes vivint sols i 12 dones vivint soles), 24 parelles sense fills, 24 parelles amb fills i 4 famílies monoparentals amb fills.
La població ha evolucionat segons el següent gràfic:
Habitants censats

### Habitatges
El 2007 hi havia 86 habitatges, 78 eren l'habitatge principal de la família, 4 eren segones residències i 5 estaven desocupats. Tots els 86 habitatges eren cases. Dels 78 habitatges principals, 71 estaven ocupats pels seus propietaris i 7 estaven llogats i ocupats pels llogaters; 3 tenien dues cambres, 5 en tenien tres, 15 en tenien quatre i 55 en tenien cinc o més. 66 habitatges disposaven pel capbaix d'una plaça de pàrquing. A 32 habitatges hi havia un automòbil i a 42 n'hi havia dos o més.

### Piràmide de població
La piràmide de població per edats i sexe el 2009 era:
| Homes | Edats   | Dones |
| ----- | ------- | ----- |
| 0     | 95 o +  | 0     |
| 0     | 90 a 94 | 0     |
| 0     | 85 a 89 | 8     |
| 0     | 80 a 84 | 0     |
| 8     | 75 a 79 | 0     |
| 0     | 70 a 74 | 4     |
| 4     | 65 a 69 | 4     |
| 8     | 60 a 64 | 12    |
| 8     | 55 a 59 | 0     |
| 4     | 50 a 54 | 4     |
| 4     | 45 a 49 | 0     |
| 4     | 40 a 44 | 16    |
| 8     | 35 a 39 | 4     |
| 4     | 30 a 34 | 4     |
| 12    | 25 a 29 | 0     |
| 4     | 20 a 24 | 0     |
| 4     | 15 a 19 | 8     |
| 0     | 10 a 14 | 4     |
| 0     | 5 a 9   | 8     |
| 0     | 0 a 4   | 0     |

## Economia
El 2007 la població en edat de treballar era de 105 persones, 78 eren actives i 27 eren inactives. De les 78 persones actives 74 estaven ocupades (36 homes i 38 dones) i 4 estaven aturades (2 homes i 2 dones). De les 27 persones inactives 12 estaven jubilades, 11 estaven estudiant i 4 estaven classificades com a «altres inactius».

### Ingressos
El 2009 a Louppy-le-Château hi havia 78 unitats fiscals que integraven 172 persones, la mediana anual d'ingressos fiscals per persona era de 18.740 €.

### Activitats econòmiques
Dels 6 establiments que hi havia el 2007, 1 era d'una empresa de fabricació d'altres productes industrials, 3 d'empreses de construcció, 1 d'una empresa de transport i 1 d'una empresa classificada com a «altres activitats de serveis».
Dels 3 establiments de servei als particulars que hi havia el 2009, 1 era un paleta i 2 lampisteries.
L'any 2000 a Louppy-le-Château hi havia 12 explotacions agrícoles.

## Poblacions més properes
El següent diagrama mostra les poblacions més properes.